# Liste der Biografien/Eim
Liste der Biografien |
Portal Biografien |
Personensuche
# |
A |
B |
C |
D |
E |
F |
G |
H |
I |
J |
K |
L |
M |
N |
O |
P |
Q |
R |
S |
T |
U |
V |
W |
X |
Y |
Z |
?
 
Ea |
Eb |
Ec |
Ed |
Ee |
Ef |
Eg |
Eh |
Ei |
Ej |
Ek |
El |
Em |
En |
Eo |
Ep |
Eq |
Er |
Es |
Et |
Eu |
Ev |
Ew |
Ex |
Ey |
Ez
 
Eia |
Eib |
Eic |
Eid |
Eie |
Eif |
Eig |
Eih |
Eij |
Eik |
Eil |
Eim |
Ein |
Eip |
Eir |
Eis |
Eit |
Eiv |
Eix |
Eiy |
Eiz
Die Liste der Biografien führt alle Personen auf, die in der deutschsprachigen Wikipedia einen Artikel haben. Dieses ist eine Teilliste mit 31 Einträgen von Personen, deren Namen mit den Buchstaben „Eim“ beginnt.

## Eim
- Eim, Gustav (1849–1897), böhmisch-tschechischer Journalist und Politiker
- Eim, Nina (* 1998), deutsche TriathletinNina Eim (* 1998)

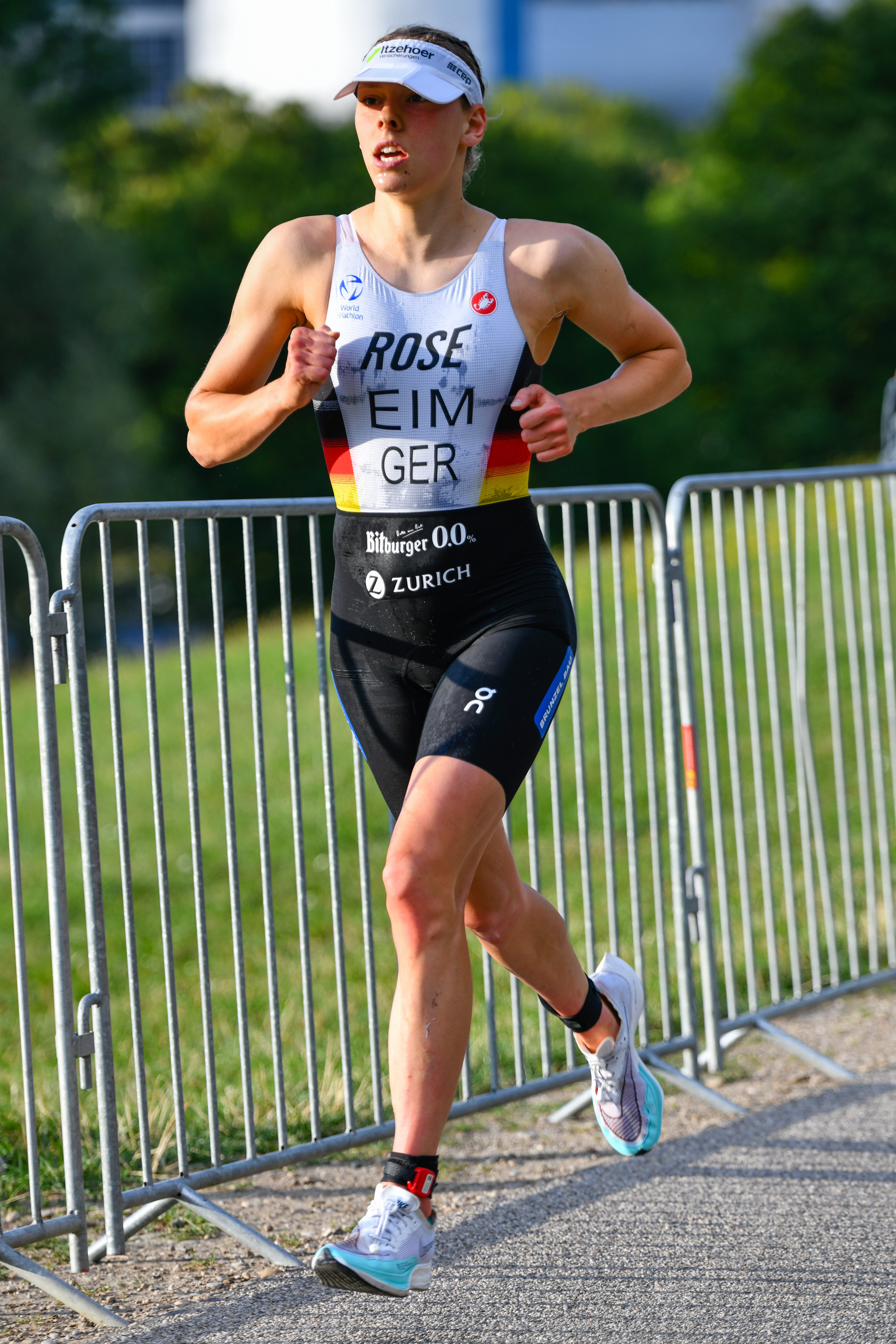
Nina Eim (* 1998)

- Eim, Petr (* 1985), tschechischer Voltigierer

### Eima
- Eimann, Johann (1764–1847), deutscher Mennonit und Kolonist, Mitbegründer der deutschen Ansiedlungsgeschichte in der Batschka
- Eimann, Kurt (1899–1980), deutscher SS-Obersturmbannführer und Mörder
- Eimannsberger, Ludwig von (1878–1945), österreichischer Offizier und General der Artillerie
- Eimansberger, Johann (* 1946), deutscher Eishockeyspieler

### Eimb
- Eimbcke, Fernando (* 1970), mexikanischer Filmregisseur und Drehbuchautor
- Eimbke, Georg (1771–1843), deutscher Mediziner, Physiker und Apotheker

### Eime
- Eimer, Christoph (* 1977), deutscher Hockeyspieler
- Eimer, Claudia Pia (* 1962), Schweizer Politikerin (SP)
- Eimer, Gerhard (1928–2014), deutscher Kunsthistoriker, Professor für Kunstgeschichte
- Eimer, Helmut (* 1936), deutscher Indologe
- Eimer, Karl (1893–1948), deutscher Internist
- Eimer, Martin (* 1959), deutsch-britischer Neuropsychologe und Hochschullehrer
- Eimer, Norbert (1940–2021), deutscher Politiker (FDP), MdB
- Eimer, Theodor (1843–1898), deutscher Zoologe
- Eimermacher, Karl (* 1938), deutscher Slawist, Sprachwissenschaftler und Hochschullehrer
- Eimern, Josef van (1921–2008), deutscher Forst- und Agrarmeteorologe
- Eimers, Enno (* 1936), deutscher Historiker
- Eimers, Wilhelm (* 1950), deutscher Gasballonfahrer, Vorsitzender der Freiballonkommission im Deutschen Aero Club NRW e. V.
- Eimert, Dorothea (* 1944), deutsche Kunsthistorikerin
- Eimert, Herbert (1897–1972), deutscher Komponist

### Eiml
- Eimler, Eberhard (1930–2022), deutscher General der Luftwaffe, stellvertretender Oberbefehlshaber der NATO in Europa
- Eimler, Robert (1891–1960), deutscher Generalmajor

### Eimm
- Eimmart, Georg Christoph (1638–1705), Nürnberger Astronom und Kupferstecher
- Eimmart, Georg Christoph der Ältere (1603–1658), Maler und Kupferstecher des bayerischen Frühbarocks
- Eimmart, Maria Clara (1676–1707), Nürnberger Astronomin

### Eimo
- Eimontas, Edvinas (* 1976), litauischer Fußballmanager

### Eims
- Eims, Rudolf (1897–1975), deutscher Journalist

### Eimu
- Eimüllner, Ulrich (* 1949), deutscher Fußballspieler